# 90th Missile Wing

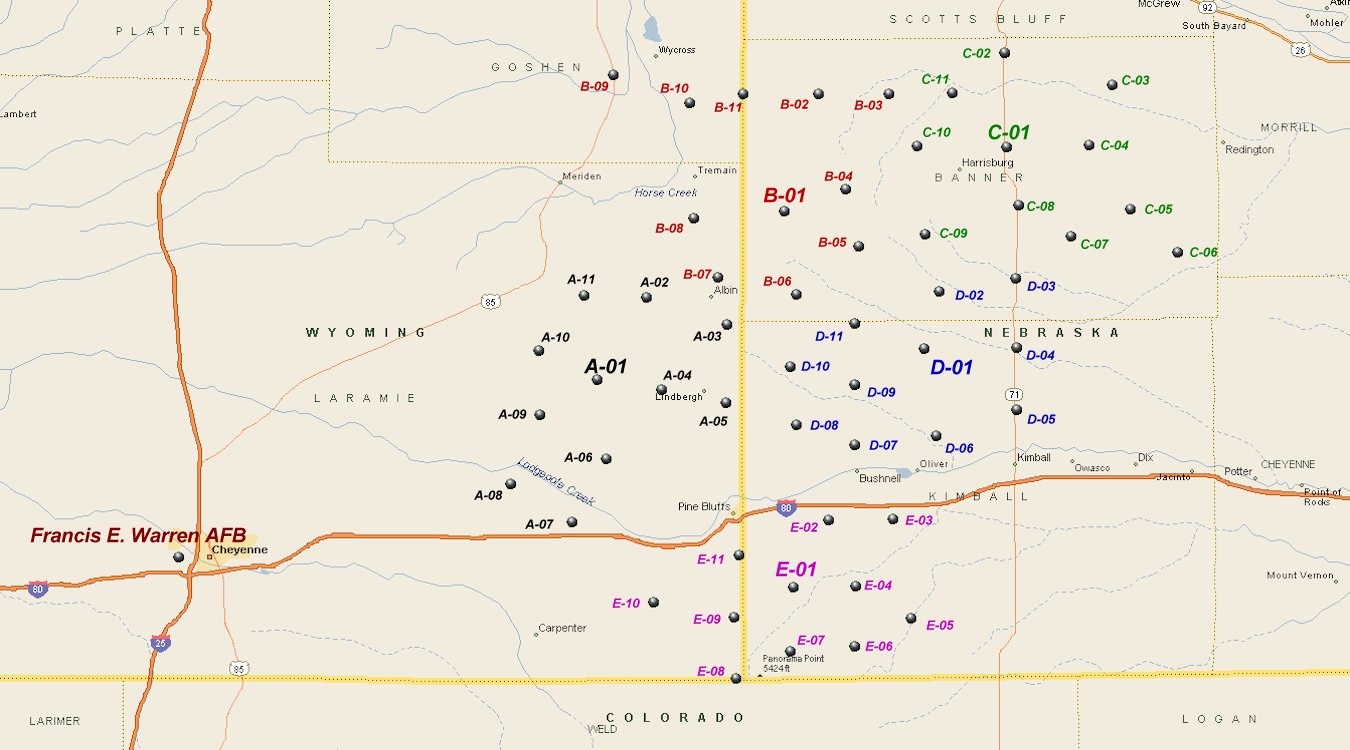
Posizione geografica delle strutture di lancio del 319th MS

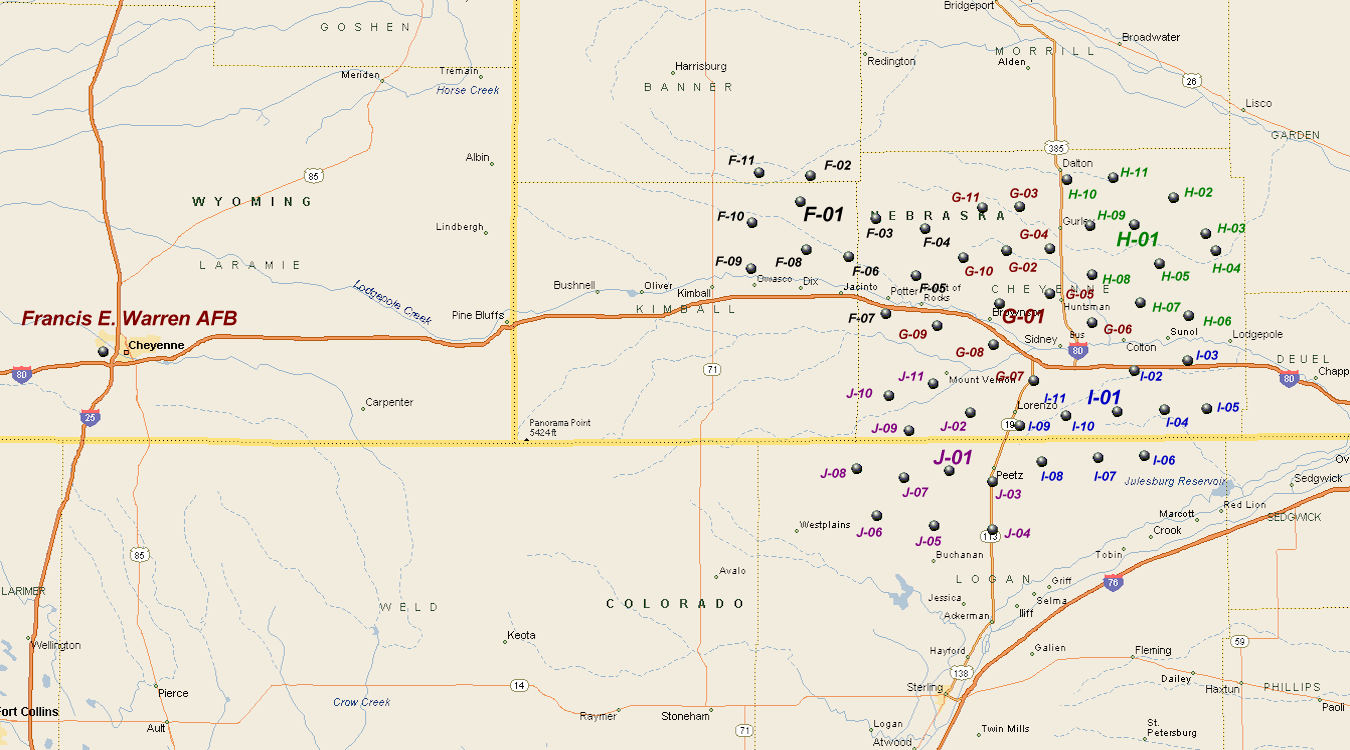
Posizione geografica delle strutture di lancio del 320th MS

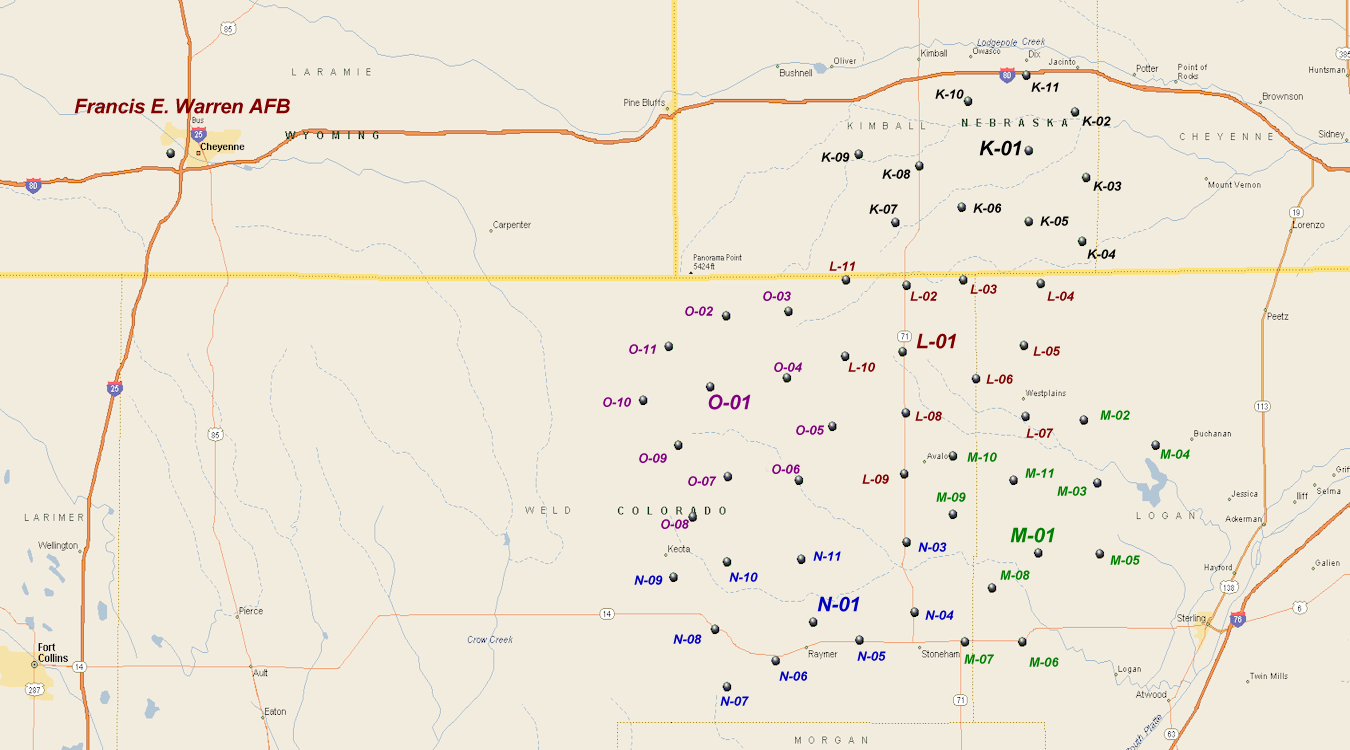
Posizione geografica delle strutture di lancio del 321st MS

Il 90th Missile Wing è uno stormo missilistico dell'Air Force Global Strike Command, inquadrato nella Twentieth Air Force. Il suo quartier generale è situato presso la Francis E. Warren Air Force Base, nel Wyoming.

## Organizzazione
Attualmente, a settembre 2020, esso controlla:
- 90th Operations  Group
  -  319th Missile Squadron - Equipaggiato con LGM-30G Minuteman III
  -  320th Missile Squadron - Equipaggiato con LGM-30G Minuteman III
  -  321st Missile Squadron - Equipaggiato con LGM-30G Minuteman III
- 90th Maintenance Group
  - 90th Maintenance Operations Squadron
  - 90th Munitions Squadron
  - 90th Missile Maintenance Squadron
- 90th Mission Support Group
  - 90th Civil Engineer Squadron
  - 90th Communications Squadron
  - 90th Contracting Squadron
  - 90th Force Support Squadron
  - 90th Logistics Readiness Squadron
- 90th Security Forces Group
  - 90th Security Forces Squadron
  - 90th Security Support Squadron
  - 90th Missile Security Forces Squadron
  - 790th Missile Security Forces Squadron
  - 890th Missile Security Forces Squadron
- 90th Medical Group
  - 90th Medical Operations Squadron
  - 90th Medical Support Squadron

## Strutture di lancio
Ogni Squadron controlla 5 flights, ognuno di essi identificato da una lettera e costituito da una struttura di allerta missili e da 10 strutture di lancio.